# Ed Sheeran
Ed Sheeran, pseudonimo di Edward Christopher Sheeran (Halifax, 17 febbraio 1991), è un cantautore e chitarrista britannico.
Il suo stile musicale non ha mai subito particolari deviazioni artistiche, basato prevalentemente sulla musica pop con elementi folk, soul e contemporary R&B, oltre a forti influenze derivanti dalla musica tradizionale irlandese. Ha ottenuto grande successo e popolarità in America del Nord, Oceania ed Europa, soprattutto nel Regno Unito, suo paese natale, dove ha infranto svariati record di vendite.
Nel 2011 l'artista ha firmato un contratto discografico con la Asylum Records, sotto la quale ha raggiunto la fama internazionale con il suo terzo album +, certificato sette volte disco di platino in Regno Unito, dove ha inoltre trascorso 200 settimane nella Official Albums Chart. Dopo aver compiuto sporadiche apparizioni nell'album Red di Taylor Swift, nonché nel relativo tour mondiale, nel 2014 ha pubblicato X, che ha superato il successo dell'album precedente, vendendo oltre 10 milioni di copie a livello globale, risultando l'album più venduto dell'anno e conquistando la vetta delle classifiche musicali di 15 Paesi, trainato dai singoli Sing, Don't, Thinking Out Loud, Bloodstream e Photograph, divenuti delle vere e proprie hit internazionali. Nel 2017 è stata la volta di ÷, anch'esso di grande successo commerciale, grazie soprattutto a due dei cinque estratti, Shape of You e Perfect, che hanno guidato l'album verso la prima posizione dei maggiori mercati musicali. Il relativo ÷ Tour si è rivelata la tournée più redditizia e vista nella storia della musica, con un incasso di più di 737 milioni di dollari e un pubblico di 8,5 milioni di persone, superando lo U2 360º Tour degli U2. Con 200 milioni di dischi venduti a livello globale, di cui 84,5 milioni di copie certificate nei soli Stati Uniti, è nella lista degli artisti musicali con maggiori vendite della storia.
Persona molto attiva nel supporto delle associazioni benefiche, Sheeran è apprezzato anche per le sue qualità di scrittore e compositore, tanto da essere divenuto autore di brani per diversi artisti. Fra i numerosi premi vinti, vi sono 4 Grammy Award e 6 BRIT Award.
Secondo la rivista statunitense Forbes, con un patrimonio personale stimato in 57 milioni di dollari (corrispondenti a 47,8 milioni di euro), nel 2015 Ed Sheeran è stata la 27ª celebrità più ricca del mondo. Nell'aprile 2017 è stato invece inserito dal settimanale Time fra le 100 personalità più influenti del pianeta. Secondo le statistiche di Spotify, Sheeran si è posizionato secondo tra gli artisti più ascoltati negli anni 2010.

## Biografia
Ed Sheeran ha vissuto i primi anni della sua vita a Hebden Bridge, nel West Yorkshire, prima di trasferirsi a Framlingham, Suffolk. Suo padre, John Sheeran, è un curatore d'arte. Sua madre Imogen Lock è una designer di gioielli. Ha un fratello maggiore, Matthew, che compone musica classica. I suoi nonni paterni erano irlandesi ed è stato educato secondo la religione cattolica. Ha imparato a suonare la chitarra molto presto e ha cominciato a scrivere canzoni durante la sua permanenza presso la Scuola Thomas Mills High di Framlingham.
I ricordi della sua prima infanzia, ai quali Ed Sheeran fa riferimento in un'intervista al Zane Lowe Show, includono l'ascolto di Van Morrison nei suoi numerosi viaggi a Londra con i suoi genitori e un concerto con Damien Rice in Irlanda, quando aveva 11 anni.
È un grande tifoso ed azionista dell'1,4% dell'Ipswich Town, i Tractor Boys, il 7 agosto del 2025 lo hanno incluso nella rosa per omaggiare il forte legame del cantante con la squadra. Dalla stagione 2024-2025 il +–=÷× Tour è lo sponsor principale della squadra.

## Carriera

### Prime pubblicazioni (2005-2011)
Sheeran ha iniziato a registrare nel 2005, pubblicando nel marzo dello stesso anno l'EP di debutto The Orange Room EP, a cui hanno fatto seguito i primi due album in studio del cantante, intitolati Ed Sheeran e Want Some? e usciti rispettivamente nel 2006 e nel 2007 attraverso la Sheeran Lock.
Nel 2008 si trasferì a Londra per fare concerti, partendo in locali molto piccoli, suonando ogni giorno, per non più di cinque persone; nello stesso anno fece anche un'audizione per la serie televisiva Britannia High. Nel 2009 ha pubblicato You Need Me EP per poi andare in tour con Just Jack, mentre nel mese di febbraio dell'anno successivo Sheeran ha inviato un video attraverso SB.TV, che ha portato il rapper Example a chiedere a Sheeran di andare in tour con lui. Attorno a quest'ultimo periodo, il cantante ha inoltre pubblicato Loose Change EP.
Nel mese di aprile 2010, dopo aver lasciato la sua vecchia casa discografica, Sheeran ha acquistato un biglietto per Los Angeles, dove ha suonato in vari locali della città, facendosi notare da Jamie Foxx, che lo ha invitato a rimanere a casa sua e registrare per il resto del suo soggiorno in California. Per tutto il 2010 Sheeran ha cominciato a ottenere sempre più visualizzazioni su YouTube e la sua fanbase è cresciuta con lui, ottenendo credito anche dal quotidiano The Independent nel Regno Unito. Ha pubblicato altri tre EP nel 2010, tra cui Ed Sheeran: Live at the Bedford e Songs I Wrote with Amy, che è una raccolta di canzoni d'amore che ha scritto nel Galles con la collega cantautrice Amy Wadge.
L'8 gennaio 2011 Sheeran ha pubblicato il suo ultimo EP indipendente, No. 5 Collaborations Project con rappresentazioni di vari artisti tra cui Wiley, Jme, Devlin, Sway e Ghetts. Con questo EP, Sheeran ha guadagnato l'attenzione per aver raggiunto la prima posizione su iTunes senza alcuna promozione o etichetta, vendendo oltre 7 000 copie nella prima settimana. Tre mesi dopo, Sheeran mette su uno spettacolo gratuito per i fan presso il Barfly di Camden. Oltre mille spettatori andarono a vedere lo spettacolo, così Sheeran ha finito per suonare in quattro diversi concerti per assicurarsi che tutti potessero vedere un concerto, tra cui un concerto in strada dopo che il locale aveva chiuso. Più tardi, Sheeran ha firmato un contratto con Asylum Records e Atlantic Records.

### +(2011-2013)

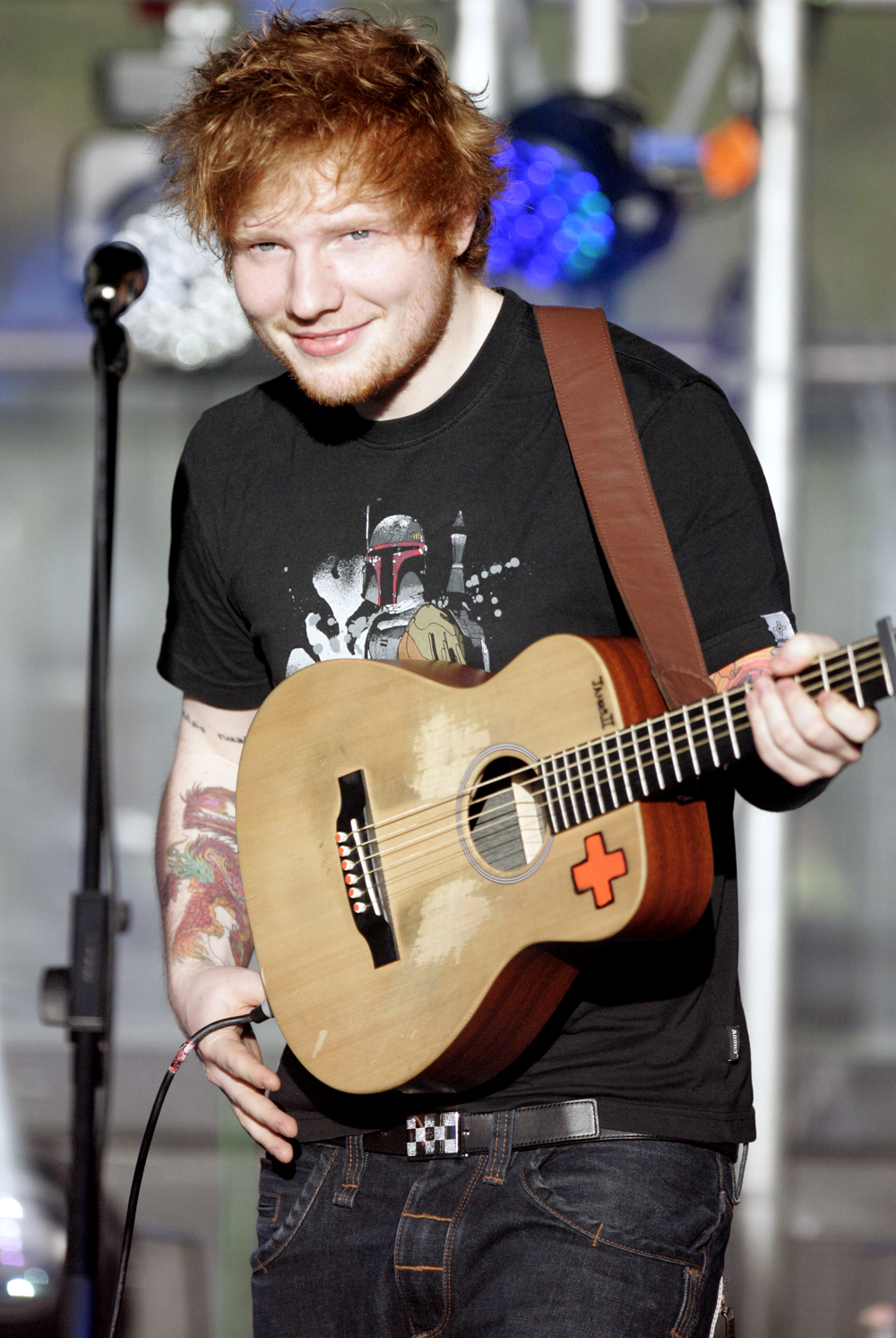
Ed Sheeran durante un'esibizione dal vivo nel 2013

Il 26 aprile 2011 Sheeran ha preso parte al programma televisivo musicale Later... with Jools Holland, nel corso del quale ha eseguito il brano The A Team. Sei settimane dopo The A Team è stato pubblicato come download digitale nel Regno Unito. È stato il primo singolo estratto da +, terzo album in studio nonché il primo pubblicato attraverso la Atlantic Records. The A Team entrò nella classifica britannica alla posizione numero 3, vendendo oltre 58 000 copie nella prima settimana. È stato premiato come singolo di debutto più venduto del 2011. Durante un'intervista del programma inglese BBC Introducing al Glastonbury Festival Sheeran ha annunciato che You Need Me sarebbe stato pubblicato il 28 agosto 2011 come secondo singolo estratto dall'album.
Nel 2011 ha collaborato con la boy band anglo-irlandese One Direction, scrivendo il brano Moments, inserito nell'album Up All Night. Sheeran ha collaborato nuovamente con il gruppo alla stesura dei brani Little Things e Over Again, inseriti nell'album Take Me Home. Il 4 giugno 2012 ha suonato al concerto del giubileo di diamante di Elisabetta II del Regno Unito, davanti a Buckingham Palace.
Il 12 agosto 2012, durante la cerimonia di chiusura della XXX Edizione dei Giochi Olimpici, ha cantato Wish You Were Here dei Pink Floyd. Il 2 settembre 2012 ha partecipato all'iTunes Festival 2012. L'11 settembre 2012 è stato nominato agli MTV Europe Music Awards per la categoria Best UK & Ireland Act. Il 9 novembre 2012 è uscito su YouTube il video ufficiale del singolo Give Me Love, mentre nel dicembre successivo The A Team è stato candidato per il premio canzone dell'anno ai Grammy Awards 2013.
Nel 2013 Ed Sheeran è l'autore di I See Fire, canzone originale per il film Lo Hobbit - La desolazione di Smaug; nello stesso anno è in tournée con Taylor Swift nel suo The Red Tour, come cantante d'apertura negli Stati Uniti e Canada (76 tappe). Nel 2014 ha di nuovo partecipato al The Red Tour sia nel Regno Unito che in Germania, assieme ai The Vamps, che hanno aperto i concerti di Swift nel Regno Unito. Sempre nel 2013 ha cantato la canzone scritta con Swift, Everything Has Changed, alla finale di Britain's Got Talent. Il 1º aprile dello stesso anno è stato pubblicato Head or Heart di Christina Perri, nel quale è presente il brano Be My Forever, realizzato in duetto con lo stesso Sheeran.

### X(2014-2015)

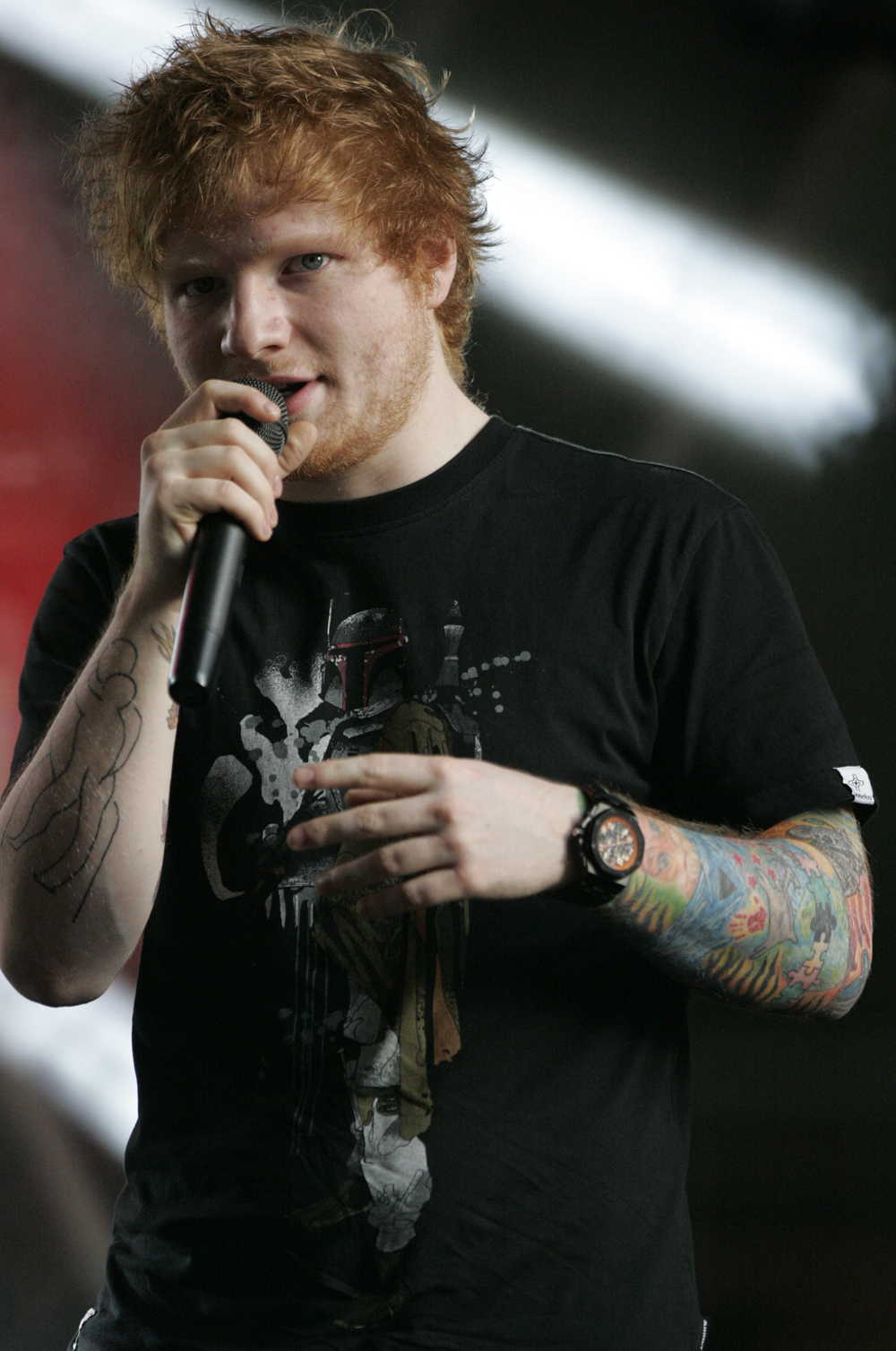
Ed Sheeran nel 2014

Il 4 aprile 2014 Sheeran ha annunciato il titolo di un nuovo singolo, intitolato Sing e che ha anticipato la pubblicazione del quarto album in studio del cantante, intitolato X e pubblicato il 23 giugno. Il 21 maggio 2014 è ospite nel programma televisivo The Voice of Italy dove ha eseguito Lego House e Sing con il Team Noemi. Nel 2014 è l'autore di All of the Stars, canzone principale della colonna sonora del film Colpa delle stelle.
Il 2 dicembre 2014 è stato pubblicato per il download digitale il singolo inedito Make It Rain, utilizzato come brano principale per la dodicesima puntata della settima stagione della serie televisiva Sons of Anarchy. Inoltre si esibisce al Victoria's Secret Fashion Show cantando Thinking Out Loud. Verso la fine del 2014 è stato rivelato che X è risultato essere il terzo album più venduto nel mondo con oltre 8,5 milioni di copie.
Nel 2015 l'album X ha ricevuto due candidature ai Grammy Awards 2015 nelle categorie Album of the Year e Best Pop Vocal Album e l'8 febbraio 2015, il cantante si è esibito alla cerimonia con Thinking Out Loud. Il 14 dello stesso mese è stato tra gli ospiti dell'ultima serata del Festival di Sanremo 2015, durante il quale si è esibito con Sing e Thinking Out Loud. La promozione di X è proseguita con la pubblicazione di una nuova versione del brano Bloodstream, registrata insieme al gruppo drum and bass britannico Rudimental e pubblicata il 27 febbraio, e dal quinto singolo Photograph. Nello stesso periodo, Sheeran ha collaborato nuovamente con i Rudimental per la realizzazione del brano Lay It All on Me, estratto come singolo nel mese di settembre, e con Justin Bieber alla composizione del brano Love Yourself, uscito come singolo il 9 dicembre dello stesso anno.
Il 25 ottobre 2015 ha condotto insieme a Ruby Rose gli MTV Europe Music Awards 2015, vincendo egli stesso due premi. Nello stesso mese, è stato protagonista del documentario Jumpers for Goalposts, girato durante i tre concerti tenuti presso il Wembley Stadium; il documentario è stato pubblicato il 13 novembre 2015 in formato BD con il titolo di Jumpers for Goalposts - Live at Wembley Stadium, oltre a venire incluso in formato DVD nella riedizione di X, denominata Wembley Edition.
Il 7 dicembre 2015 è stato rivelato che Sheeran, con oltre 3 miliardi di streaming, è divenuto l'artista più ascoltato di sempre su Spotify.

### ÷(2015-2018)
Il 12 dicembre 2015, una volta ultimato il tour in promozione a X, Sheeran ha annunciato un periodo di pausa dalle scene musicali, durante il quale progetterà le lavorazioni relative al quinto album di inediti:
 Dopo quasi un anno di pausa, il 30 novembre Sheeran ha partecipato a un evento benefico per tutti i bambini ricoverati nell'ospedale East Anglia's Children's Hospices di Londra.

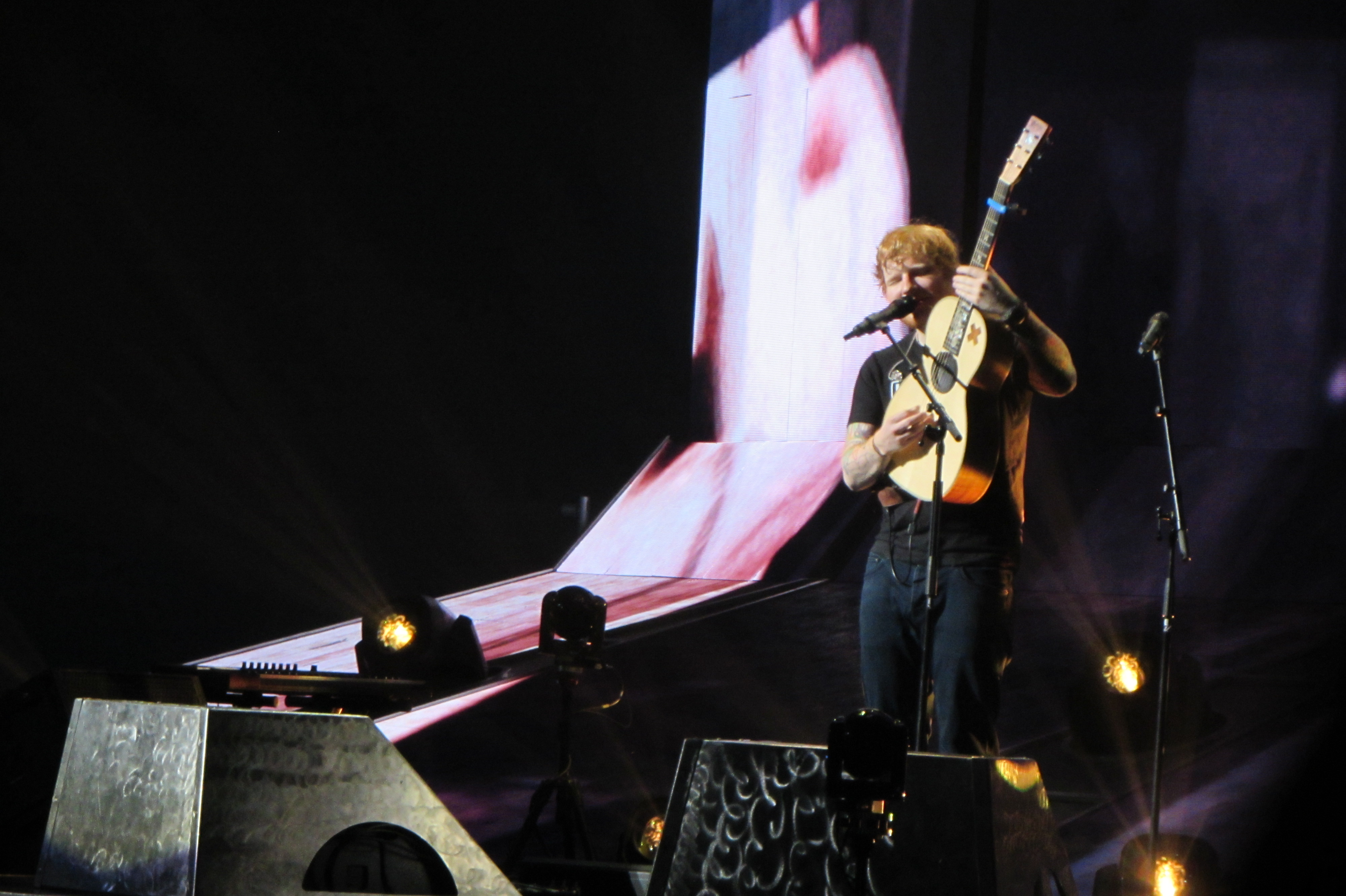
Ed Sheeran a New York

Il 1º gennaio 2017 ha rivelato su Twitter la pubblicazione di nuova musica prevista cinque giorni più tardi. Il 6 gennaio sono stati infatti pubblicati i singoli Castle on the Hill e Shape of You. Lo stesso giorno, in un'intervista radiofonica a BBC Radio 1, il cantante ha confermato le speculazioni riguardo al titolo dell'album, ÷, e successivamente ha comunicato che sarebbe stato pubblicato il 3 marzo 2017.

### No. 6 Collaborations Project(2019-2021)
Il 10 maggio 2019 è stato pubblicato I Don't Care, singolo realizzato in collaborazione con il cantante canadese Justin Bieber e che avrebbe anticipato il sesto album in studio di Sheeran. Il singolo ha debuttato in vetta nel Regno Unito, in Australia e in altri paesi, e al secondo posto della Billboard Hot 100 statunitense; inoltre, ha debuttato su Spotify con 10.977 milioni di stream globali giornalieri, superando il record di streaming in un'unica giornata della piattaforma precedentemente detenuto da All I Want for Christmas Is You di Mariah Carey. In precedenza ha co-scritto, insieme a Bryan Adams, il brano Shine a Light.
Il 31 maggio è stato pubblicato il secondo singolo Cross Me, che ha visto la partecipazione vocale di Chance the Rapper e PnB Rock e che ha debuttato alla nona posizione nel Regno Unito. Ulteriori singoli pubblicati prima dell'album sono stati Beautiful People (con la partecipazione di Khalid) il 28 giugno, Best Part of Me (con la partecipazione di Yebba) e Blow (con Chris Stapleton e Bruno Mars), entrambi pubblicato il 5 luglio.

### =(2021-2022)

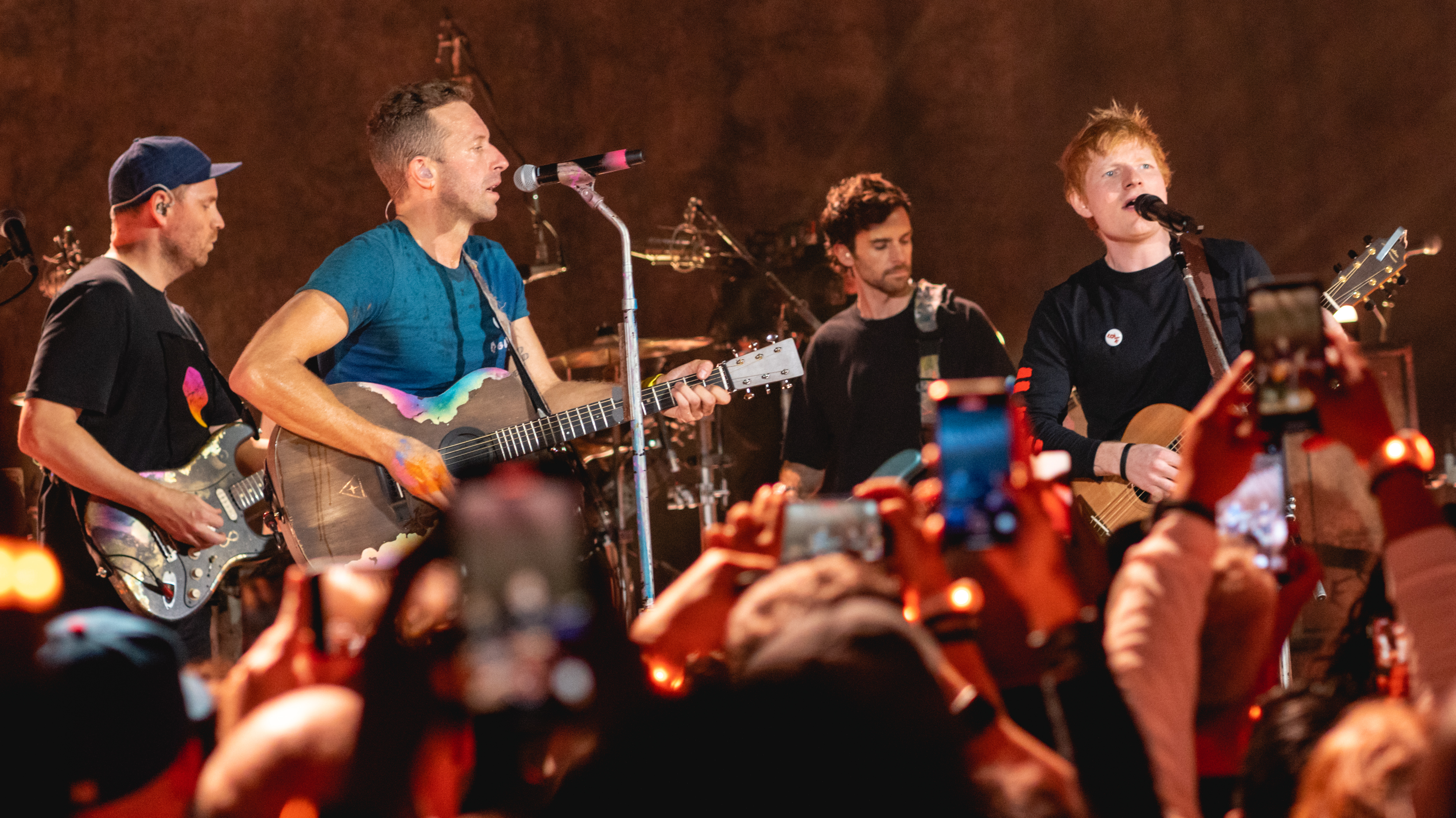
I Coldplay ed Ed Sheeran si esibiscono allo Shepherd's Bush Empire di Londra nell'ottobre 2021.

Il 25 giugno 2021 ha pubblicato il singolo Bad Habits, primo estratto dal suo settimo album =, in uscita il successivo 29 ottobre, che ha raggiunto la vetta delle classifiche musicali di 35 paesi del mondo, tra cui la Official Singles Chart britannica, dove ha mantenuto la posizione per undici settimane consecutive, facendolo diventare il primo artista solista britannico a totalizzare 52 settimane al vertice della graduatoria, alle spalle di Elvis Presley (80 settimane) e dei Beatles (69 settimane); Negli Stati Uniti d'America è invece giunto al secondo posto della Billboard Hot 100.
Ulteriori singoli distribuiti nel periodo antecedente al disco sono stati Visiting Hours e Shivers, il secondo dei quali ha spodestato Bad Habits dalla vetta della Official Singles Chart con una vendita pari a 59 181 unità. Come quarto singolo è stato estratto Overpass Graffiti, uscito in concomitanza con l'album, il quale ha debuttato in vetta alle classifiche musicali di venti paesi del mondo. Successivamente ha reso disponibile i singoli Merry Christmas e The Joker and the Queen, rispettivamente in collaborazione con Elton John e Taylor Swift. Ha collaborato anche con Camila Cabello al singolo Bam Bam e al singolo Peru di Fireboy DML.
Nel 2022 pubblica il doppio singolo Sigue/Forever My Love insieme a J Balvin mentre il 25 aprile pubblica 2step come settimo estratto del settimo album in studio =. Nello stesso anno intraprende collaborazioni con alcuni artisti per vari singoli, tra cui: Are You Entertained, Noche de Novel, Groundwork e Lonely Lovers. Il 29 settembre 2022 pubblica il singolo Celestial, incluso nei videogiochi Pokémon Scarlatto e Violetto.

### -(2023-2024)
Il 5 maggio 2023 Sheeran è tornato sulle scene musicali con l'ottavo album -, la cui uscita è stata anticipata dai singoli Eyes Closed (24 marzo) e Boat (21 aprile). Per la sua realizzazione, l'artista si è avvalso della collaborazione di Aaron Dessner. Il 29 aprile è stato annunciato il - Tour, con una serie di concerti in America del Nord che l'artista ha definito "intimi". Nel mese di agosto il cantante annuncia l'uscita del suo secondo album dell'anno, Autumn Variations, pubblicato il 29 settembre seguente; si tratta del suo primo album in studio di cui detiene il copyright e il primo ad essere pubblicato sotto la Gingerbread Man Records.

### Play(2025-presente)
Ed Sheeran ha annunciato l'uscita di un nuovo singolo intitolato Azizam, previsto per il 4 aprile 2025. Il brano è stato creato in collaborazione con Ilya Salmanzadeh, produttore e compositore svedese di origini persiane, che ha suggerito a Sheeran di esplorare le sonorità e la cultura persiana nella sua musica. Sheeran, noto per la sua curiosità e passione per nuove influenze musicali, ha descritto l'esperienza come un viaggio alla scoperta di un affascinante mondo musicale ricco di tradizione.
Il 27 marzo 2025, Ed Sheeran è stato ospite del The Tonight Show con Jimmy Fallon, dove ha annunciato che il titolo del suo prossimo album sarà Play. La notizia arriva dopo settimane di anticipazioni e, sebbene l'album non abbia ancora una data di uscita ufficiale, Sheeran ha rivelato che i titoli dei suoi futuri lavori saranno ispirati ai comandi di riproduzione dei media. Con questa dichiarazione, Sheeran ha anche segnato la fine del ciclo dei suoi album a tema matematico. Il cantautore ha spiegato che i titoli dei suoi prossimi album seguiranno un concetto legato a comandi come "Pause", "Fast Forward", "Rewind" e "Stop", un'idea che aveva sviluppato quando aveva 18 anni; questo nuovo approccio segna un cambio di rotta artistico, abbandonando la serie di titoli matematici per una nuova fase del suo percorso musicale.
Ed Sheeran ha dichiarato di voler limitare la sua carriera musicale a dieci album, ispirandosi al regista Quentin Tarantino, che ha annunciato di voler realizzare solo dieci film, escludendo i suoi progetti paralleli come Grindhouse. Sheeran ha affermato: "Volevo farne 10. Sono un po' ossessionato da Quentin Tarantino, e ho sentito che voleva fermarsi a 10 film". Il cantautore ha precisato che, una volta completata la serie di dieci album, intende dedicarsi a progetti paralleli, simili a quanto fatto da Tarantino. Inoltre, Sheeran ha rivelato di essere al lavoro su un'uscita postuma che conterrà canzoni scritte nel corso della sua vita, da pubblicare dopo la sua morte; questo progetto è stato descritto come un "lavoro continuo", accennato per la prima volta nel 2023.
Durante la sua apparizione al The Tonight Show con Jimmy Fallon, Sheeran ha anche presentato un'anteprima di una nuova canzone intitolata Old Phone, accompagnata dalla chitarra acustica. Parlando del brano, ha rivelato che la canzone è stata ispirata dalla sua causa legale del 2016 per le accuse di violazione del copyright.
Nello stesso anno viene estratta dalla colonna sonora del film F1 - Il film il brano  Drive scritto insieme a John Mayer e Blake Slatkin.

## Accuse di plagio
Ed Sheeran ha subito tre cause per plagio. La prima lo accusa di aver copiato diversi elementi del brano Let's Get It On di Marvin Gaye, per la composizione di Thinking Out Loud. Vi è stato un processo penale con il fine di richiedere a Sheeran una sanzione economica per plagio.
La seconda di aver plagiato il singolo del 2011 Amazing, interpretato dal cantante britannico Matt Cardle, per la composizione del brano Photograph; nell'aprile 2017 la causa per plagio si chiude con un patteggiamento voluto dallo stesso Sheeran, i cui estremi non sono poi stati resi noti.
La terza accusa è relativa all'aver copiato la melodia di No Scrubs del gruppo TLC per comporre il brano Shape of You. Dopo avere inizialmente negato la somiglianza, il cantante britannico ha deciso di aggiungere nei crediti ufficiali del brano depositati presso l'ASCAP anche Kandi Burruss, Tameka Cottle e Kevin Briggs.

## Influenze
I primi ricordi di Sheeran includono l'ascolto dei dischi di Joni Mitchell, Bob Dylan e Elton John. Secondo Sheeran, l'album che lo introdusse alla musica era di Van Morrison. Durante la sua infanzia, suo padre lo portò a vedere dei concerti che avrebbero ispirato le sue creazioni musicali. Tra questi c'erano Eric Clapton alla Royal Albert Hall, Paul McCartney a Birmingham e Dylan. Sull'influenza di Clapton, Sheeran afferma: "È la ragione per cui ho iniziato a suonare la chitarra". Ha visto la performance di Clapton al Party nei giardini di Buckingham Palace: "Avevo undici anni quando ho visto Eric Clapton suonare al Queen Golden Jubilee Concert nel giugno 2002. Ricordo che camminava sul palco con questo arcobaleno e suonava il primo riff di "Layla".
Ha anche citato i The Beatles, Nizlopi ed Eminem come le sue più grandi influenze musicali. Secondo Sheeran, ha avuto delle balbuzie nei suoi discorsi quando era più giovane, e ha attribuito il merito al rap di Eminem The Marshall Mathers LP per averlo aiutato a liberarsene. Fu anche ispirato dal cantautore Damien Rice nel 2002; Sheeran dichiarava: "vedendolo suonare in questo piccolo club in Irlanda, ho potuto incontrarlo, ed è stato incredibilmente bello. Ho iniziato a scrivere canzoni, non avrei fatto quello che sto facendo adesso se fosse stato un idiota". Ha anche suonato la chitarra per il più grande album dei Westlife quando aveva dieci anni, citandoli come una delle sue influenze. Sheeran ha collaborato con il suo idolo Eric Clapton nell'aprile 2016, come da egli stesso dichiarato alla rivista People, cantando nell'album I Still Do.

## Vita privata
All'inizio del 2011, dopo essersi assicurato la registrazione e la pubblicazione dell'album +, Sheeran ha acquistato e ristrutturato una fattoria vicino a Framlingham, nel Suffolk, dove è stato cresciuto. Durante il 2013 ha vissuto tra Hendersonville, Tennessee e Los Angeles, in California. Nel 2014 ha comprato una casa nel sud di Londra.

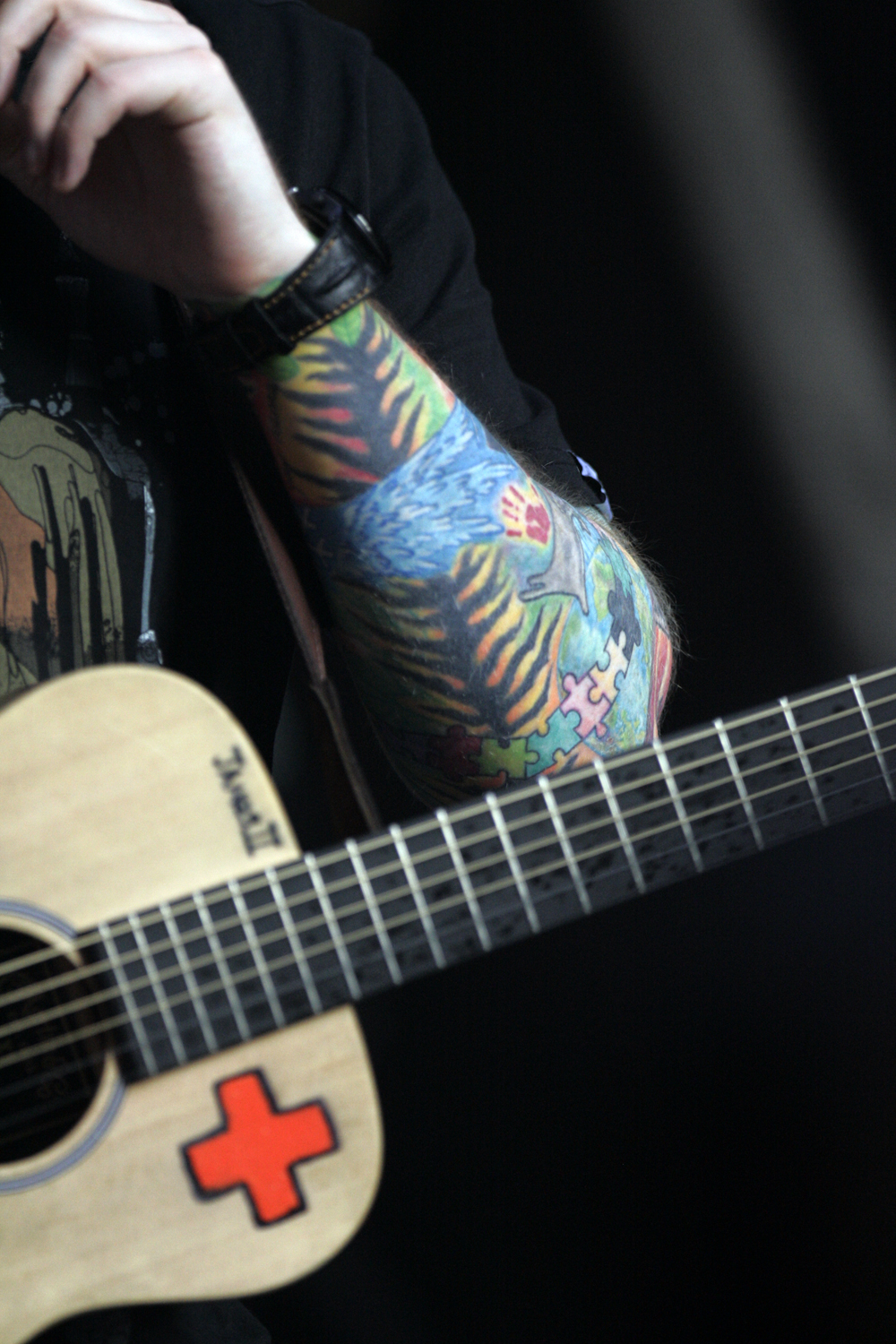
I tatuaggi di Ed Sheeran sono collegati alla sua famiglia, ai ricordi e ai risultati avuti con la musica

Nel 2012 Sheeran ha avuto una relazione con la cantautrice scozzese Nina Nesbitt (apparsa nel videoclip di Drunk), prima che i due si lasciassero. Nesbitt è il soggetto delle canzoni di Sheeran Nina e Photograph, mentre la maggior parte dei brani contenuti nell'album di Nesbitt, Peroxide, parlano di Sheeran. Nel gennaio 2014 Sheeran ha avuto una relazione con Athina Andrelos (che lavora per lo chef Jamie Oliver), alla quale Sheeran si è ispirato per la composizione del singolo Thinking Out Loud; la coppia si è separata nel febbraio 2015. Da luglio 2015 Sheeran ha avviato una relazione con l'amica d'infanzia e ex compagna di classe delle scuole superiori Cherry Seaborn, sposandola nel 2018. I due hanno avuto la loro prima figlia nel 2020.
Il cantautore è inoltre amico intimo della cantautrice Taylor Swift, con la quale ha più volte collaborato in ambito musicale.
Nel luglio 2018 la rivista Forbes ha inserito Sheeran al nono posto nella lista delle celebrità più pagate. Secondo la lista dei ricchi del Sunday Times del 2019, Sheeran possiede un patrimonio del valore di 160 milioni di sterline ed è stato inserito al 17º posto come musicista più ricco del Regno Unito.

## Filantropia
Sheeran ha tenuto un concerto a Bristol, che ha raccolto 40 000 dollari per un ente di beneficenza che si rivolge a prostitute di strada. Al riguardo, il cantante ha dichiarato:
 Il 15 novembre 2014 Sheeran è entrato a far parte del gruppo di beneficenza Band Aid 30 insieme ad altri gruppi pop britannici e irlandesi, registrando una versione del brano Do They Know It's Christmas? al Sarm West Studios di Notting Hill, Londra, per raccogliere fondi per l'epidemia di virus Ebola dell'Africa occidentale.
Nel novembre 2015 Sheeran ha sostenuto la campagna No Cold Homes dell'ente benefico britannico Turn2us. Sheeran era una delle trenta celebrità, che includevano Helen Mirren, Jeremy Irons e Hugh Laurie per donare articoli di abbigliamento invernale alla campagna, con il ricavato utilizzato per aiutare le persone nel paese che lottavano per mantenere calda la loro casa in inverno.
Sheeran acquista spesso i suoi vestiti in negozi di beneficenza intorno a Suffolk, la sua patria. È ambasciatore dell'Hospice per bambini dell'East Anglia, ha donato abiti al negozio di beneficenza St. Elizabeth Hospice nella sua città natale Framlingham; la camicia scozzese indossata da Sheeran quando ha incontrato il personaggio di Renée Zellweger, Bridget, in Bridget Jones's Baby, è stata messa all'asta online nel 2016 per raccogliere ulteriori fondi per lo ospizio.
Sheeran è apparso in un episodio a novembre 2017 di Gogglebox insieme ad altre celebrità del Regno Unito come Ozzy Osbourne, Liam Gallagher e il leader del Partito Laburista Jeremy Corbyn come parte di Channel 4 e Cancer Research UK, per la campagna di raccolta fondi Stand Up to Cancer.

## Altre attività

### Recitazione
Sheeran ha fatto il suo debutto come attore nel 2014, in un ruolo cameo come se stesso nella soap opera neozelandese Shortland Street, girato mentre era nel paese per una performance. Nel maggio 2015 è apparso come se stesso e si è esibito in un episodio dal vivo nella sitcom Undateable. Più tardi quell'anno, mentre era in Australia, registrò scene per la soap opera Home and Away, come personaggio basato su se stesso.
Dopo aver registrato una reinterpretazione di Make It Rain di Foy Vance per Sons of Anarchy, Sheeran è stato scelto dal creatore Kurt Sutter per interpretare Sir Cormac nel dramma medievale The Bastard Executioner su FX. Sheeran è apparso nel film del 2016 di Bridget Jones's Baby in una scena in cui Bridget Jones, interpretata da Renée Zellweger, incontra il cantante al Glastonbury Festival.
Nel luglio 2017 Sheeran è apparso in una scena di Game of Thrones con Maisie Williams, che interpreta Arya Stark. David Benioff ha spiegato che dal momento che Williams era una grande fan del cantante, volevano che Sheeran apparisse nello show per sorprendere Williams, e che avevano cercato di farlo entrare per anni.
Nel 2019 interpreta se stesso nel film Yesterday di Danny Boyle.

### Gingerbread Man Records
Nel marzo 2015 Sheeran ha annunciato la creazione dell'etichetta discografica Gingerbread Man Records grazie a un accordo con la Warner Music Group. L'etichetta è stata lanciata nell'agosto 2015 insieme al relativo canale YouTube. Jamie Lawson, il primo artista che ha firmato con l'etichetta, incontrò Sheeran mentre erano entrambi nel circuito folk di Londra. Lawson ha pubblicato il suo album di debutto omonimo il 9 ottobre 2015, che gli ha valso la prima posizione della Official Albums Chart britannica. Sheeran ha firmato il suo secondo artista, Foy Vance, nel novembre 2015.

## Discografia
- 2007 – Ed Sheeran
- 2008 – Want Some?
- 2010 – +
- 2013 – X
- 2016 – ÷
- 2019 – No. 6 Collaborations Project
- 2022 – =
- 2023 – -
- 2024 – Autumn Variations
- 2025 – Play

## Tournée
- 2013/14 – + Tour
- 2014 – X Tour
- 2017/19 – ÷ Tour
- 2022/25 – +–=÷× Tour
- 2023 – - Tour

## Filmografia

### Cinema
- Vite da popstar (Popstar: Never Stop Never Stopping), regia di Akiva Schaffer e Jorma Taccone (2016)
- Bridget Jones's Baby, regia di Sharon Maguire (2016)
- Yesterday, regia di Danny Boyle (2019)
- Star Wars - L'ascesa di Skywalker (Star Wars: The Rise of Skywalker), regia di J. J. Abrams (2019)
- Red Notice, regia di Rawson Marshall Thurber (2021)

### Televisione
- Shortland Street – soap opera, episodio 23×56 (2014)
- Undateable – serie TV, episodio 2×07 (2015)
- The Bastard Executioner – serie TV, 5 episodi (2015)
- Home and Away – soap opera, episodio 1×6275 (2015)
- Il Trono di Spade (Game of Thrones) – serie TV, episodio 7×01 (2017)
- Modern Love – serie TV, episodio 1×07 (2019)

### Doppiatore
- I Simpson (The Simpsons) – serie animata, episodio 29×10 (2018)

## Riconoscimenti
BRIT Award
- 2012 – Miglior artista solista maschile britannico[131]
- 2012 – Miglior artista emergente britannico[131]
- 2012 – Candidatura al miglior brano britannico per The A Team[131]
- 2012 – Candidatura al miglior album britannico per +[131]
- 2015 – Miglior artista solista maschile britannico
- 2015 – Miglior album britannico per X
- 2015 – Candidatura al miglior brano britannico per Thinking Out Loud
- 2015 – Candidatura al miglior video britannico per Thinking Out Loud
- 2016 – Candidatura al miglior brano britannico per Bloodstream (con i Rudimental)
- 2016 – Candidatura al miglior video britannico per Photograph
- 2018 – Candidatura al miglior artista solista maschile britannico
- 2018 – Global Success Award
- 2018 – Candidatura al miglior album britannico per ÷
- 2018 – Candidatura al miglior brano britannico per Shape of You
- 2018 – Candidatura al miglior video britannico per Shape of You
- 2019 – Global Success Award
- 2020 – Candidatura al miglior brano britannico per I Don't Care
- 2022 – Cantautore dell'anno[132]

BT Digital Music Awards
- 2011 – Miglior artista emergente[133]

Grammy Awards
- 2013 – Candidatura alla canzone dell'anno per The A Team
- 2014 – Candidatura al miglior album dell'anno per Red (come featured artist)
- 2014 – Candidatura alla canzone dell'anno per The A Team
- 2015 – Candidatura al miglior album dell'anno per X
- 2015 – Candidatura al miglior album pop vocale per X
- 2015 – Candidatura alla miglior canzone scritta per un film, televisione o altri media audio-visivi per I See Fire
- 2016 – Canzone dell'anno per Thinking Out Loud
- 2016 – Miglior interpretazione pop solista per Thinking Out Loud
- 2016 – Candidatura alla registrazione dell'anno per Thinking Out Loud
- 2018 – Miglior interpretazione pop solista per Shape of You
- 2018 – Migliore album pop vocale per ÷
- 2020 – Candidatura al miglior album pop vocale per No. 6 Collaborations Project
- 2022 – Candidatura alla canzone dell'anno per Bad Habits

iHeartRadio Music Awards
- 2015 – Candidatura al miglior testo per Thinking Out Loud
- 2015 – Candidatura al Best Fan Army per Sheerios
- 2016 – Candidatura all'artista maschile dell'anno
- 2016 – Candidatura al miglior testo per Photograph
- 2016 – Album dell'anno per X
- 2016 – Migliore cover di canzone per Trap Queen
- 2018 – Candidatura all'artista maschile dell'anno
- 2018 – Canzone dell'anno per Shape of You
- 2018 – Most Thumbed Up Song of the Year per Shape of You
- 2018 – Candidatura alla canzone dell'anno per Shape of You
- 2018 – Candidatura al miglior testo per Perfect
- 2018 – Candidatura alla migliore cover di canzone per Touch
- 2018 – Candidatura all'album pop dell'anno per ÷
- 2019 – Candidatura alla canzone dell'anno per Perfect
- 2019 – Candidatura all'artista maschile dell'anno

Ivor Novello Awards
- 2012 – Miglior testo e musica per The A Team[134]
- 2015 – Miglior cantautore dell'anno
- 2018 – Miglior cantautore dell'anno
- 2018 – Most Performed Work per Shape of You
- 2018 – Candidatura a Most Performed Work per Castle on the Hill

MOBO Awards
- 2011 – Candidatura al miglior artista emergente[135]
- 2012 – Candidatura al miglior artista maschile
- 2012 – Candidatura al miglior album per +
- 2012 – Candidatura alla miglior canzone per Lego House
- 2014 – Candidatura alla miglior canzone per Sing

MTV Europe Music Awards
- 2012 – Candidatura al miglior artista britannico/irlandese
- 2014 – Candidatura al miglior artista britannico/irlandese
- 2014 – Candidatura al miglior artista
- 2015 – Candidatura al miglior artista
- 2015 – Miglior artista dal vivo
- 2015 – Miglior artista World Stage
- 2015 – Candidatura al miglior artista britannico/irlandese
- 2017 – Candidatura al miglior artista
- 2017 – Miglior artista dal vivo
- 2017 – Candidatura al miglior artista britannico/irlandese
- 2017 – Candidatura alla miglior canzone per Shape of You
- 2018 – Candidatura al miglior artista live

MTV Video Music Award
- 2013 – Candidatura al miglior video maschile per Lego House
- 2014 – Miglior video maschile per Sing (con Pharrell Williams)
- 2015 – Candidatura al video dell'anno per Thinking Out Loud
- 2015 – Candidatura al miglior video maschile per Thinking Out Loud
- 2015 – Candidatura al miglior video pop per Thinking Out Loud
- 2015 – Candidatura alla miglior fotografia per Thinking Out Loud
- 2015 – Candidatura alla miglior coreografia per Don't
- 2015 – Candidatura al miglior montaggio per Don't
- 2017 – Artista dell'anno
- 2017 – Candidatura al miglior video pop per Shape of You
- 2017 – Candidatura alla miglior fotografia per Castle on the Hill
- 2018 – Candidatura alla canzone dell'anno per Perfect
- 2018 – Candidatura al miglior video pop per Perfect
- 2018 – Candidatura alla miglior fotografia per River (con Eminem)
- 2019 – Candidatura alla miglior collaborazione per I Don't Care (con Justin Bieber)
- 2019 – Candidatura alla canzone dell'anno per I Don't Care (con Justin Bieber)
- 2020 – Candidatura alla miglior collaborazione per Beautiful People (con Khalid)

Q Awards
- 2011 – Miglior artista emergente[136]
- 2011 – Candidatura al miglior artista maschile
- 2011 – Candidatura al miglior singolo per You Need Me, I Don't Need You[136]
- 2014 – Miglior artista solista
- 2015 – Miglior artista solista
- 2015 – Candidatura al Best Live Act
- 2017 – Best Act in the World
- 2017 – Candidatura al miglior artista solista
- 2017 – Candidatura alla miglior traccia per Shape of You

Teen Choice Awards
- 2014 – Miglior artista maschile
- 2014 – Miglior brano maschile per Sing
- 2015 – Miglior artista maschile
- 2015 – Miglior brano maschile per Thinking Out Loud
- 2017 – Miglior brano pop per Shape of You
- 2017 – Candidatura al miglior artista maschile
- 2018 – Miglior brano maschile per Perfect
- 2018 – Candidatura al miglior artista maschile

UK Music Video Awards
- 2011 – Candidatura al miglior video urban britannico per You Need Me, I Don't Need You[137]
- 2011 – Candidatura al miglior montaggio in un video per You Need Me, I Don't Need You[137]
- 2014 – Candidatura alla miglior coreografia in un video per Don't
- 2015 – Candidatura al miglior artista
- 2015 – Candidatura alla miglior coreografia in un video per Thinking Out Loud
- 2016 – Candidatura alla miglior copertura musicale live per Jumpers for Goalposts - Live at Wembley Stadium
- 2017 – Candidatura al miglior video pop britannico per Castle on the Hill
- 2017 – Candidatura alla miglior fotografia in un video per Castle on the Hill
- 2019 – Candidatura al miglior video pop britannico per Cross Me (con Chance the Rapper & PnB Rock)
- 2019 – Candidatura al miglior video pop britannico per Antisocial